# 이부 (후한)
이부(李孚, ? ~ ?)는 중국 후한 말의 정치가로, 자는 자헌(子憲)이며 기주(冀州) 거록군(鉅鹿郡) 사람이다. 본래 풍(馮)씨였는데, 후에 이(李)로 성씨를 고쳤다.

## 생애
흥평(興平) 연간에, 당시 서생이었던 이부는 부추를 심어서 익을 때까지 기다린 다음 거두려 하였다. 당시 거록 사람들은 기근에 시달리고 있었는데, 이부에게 부추를 달라고 부탁하는 사람들도 있었다. 그러나 이부는 한 가닥도 내어주지 않았고, 그 자신도 먹지 않았다. 당시 사람들은 이부를 의지가 굳센 사람이라고 생각하였다.
그 후 관리를 지냈으며, 건안(建安) 연간 원상(袁尙)이 기주를 차지하자 그의 밑에서 주부(注簿)를 지냈다.
건안 9년(204년), 심배(審配)가 업(鄴)에서 조조(曹操)군에게 포위당하자 원상은 군대를 이끌고 업에 도착했으나 포위가 철통같아 심배에게 자신의 소식을 알릴 도리가 없었다. 원상은 이에 대하여 이부와 상의하였는데, 이부가 말하였다.
| “ | 지금 소인(小人)들을 보내면 내외의 사정을 잘 알 수 없을까봐 걱정이며, 또 성에 다다르지 못할까봐 걱정입니다. 제가 직접 가고자 합니다. | ” |

| “ | 어떻게 그럴 수 있겠소? | ” |

| “ | 업의 포위가 견고하다고 들었습니다. 많은 사람이 가면 발각될 것이니, 기병 세 명이면 족할 것입니다. | ” |

원상은 이부의 계책을 따랐다.
이부는 세 명만을 데리고 조조군의 도독으로 위장하여, 포위를 통과하고 유유히 업으로 들어갔다. 이 모습을 본 군사들은 북을 치며 환호하였고, 업성 내에서는 원상이 돌아왔다는 소식을 듣고 모두가 만세를 불렀다. 조조도 이부의 기지에 쓴웃음을 지었다고 한다.
성으로 들어간 이부는 심배에게 "지금 성 안의 곡식이 적습니다. 노인과 아이들은 쓸모가 없으니, 그들을 밖으로 내보내 곡식을 아끼는 것이 낫습니다."고 말하였다.
심배는 이부의 진언을 받아들여, 성 안의 노인과 아이들에게 백기를 들게 하여 성 밖으로 내보냈다. 이때 이부는 성을 탈출하여 원상에게 돌아갔다.
이후 심배와 원상은 봉화를 피워 서로 연락했고, 원상은 심배와 기각지세를 취해 안팎으로 조조를 공격했으나 오히려 조조의 거듭된 맹공격을 받아 패퇴하였다. 이부는 원상과 헤어지게 되었으므로 어쩔 수 없이 원담(袁譚)에게 항복했고 평원(平原)에 부임하였다.
건안 10년(205년), 원담의 세력이 멸망하자 조조에게 출두하여 조조로부터 전권을 위임받아 평원 성내의 혼란을 진정시켰다.
이후 조조의 밑으로 들어갔으나, 참언을 받아 해장(解長)으로 좌천되었다. 70세 즈음에는 사례교위(司隸校尉)에 임명되었으며, 양평태수(陽平太守)로 재임하던 중 숨을 거두었다.

## 《삼국지연의》 속 이부
업으로 잠입하고 다시 빠져나오는 것까지는 기록되어있다. 그러나 이후의 행적은 나타나지 않으며, 조조의 밑으로 들어갔다는 내용 또한 없다.